# Meurtres à Badger's Drift
Meurtres at Badger's Drift (en anglais The Killings at Badger's Drift) est un roman policier de Caroline Graham, initialement publié en 1987.
C'est le premier roman mettant en scène le personnage de l'inspecteur principal Tom Barnaby.

## Résumé
L'inspecteur-chef Tom Barnaby et son adjoint, le sergent Gavin Troy, se rendent à leur travail, lorsqu'ils sont accostés par Miss Bellringer, une vieille dame, qui leur affirme que l'une de ses amies, Miss Emily Simpson, ne serait pas morte des suites d'une crise cardiaque, contrairement aux conclusions du médecin, mais aurait été assassinée.
Une autopsie est ordonnée et révèle que la défunte a succombé à l'absorption d'un cocktail de vin et de cigüe. Peu de temps après, jetant la panique au sein de la communauté villageoise, un second meurtre est commis : l'entrepreneur de pompes funèbres retrouve, à son domicile, le corps de sa mère, Mrs Rainbird, baignant dans une mare de sang.
Chargés de l'enquête, Barnaby et Troy finiront par mettre au jour un meurtre commis quelques années plus tôt, et qui était jusque-là passé pour un accident. Plusieurs pistes s'offrent aux enquêteurs, qui parviendront à révéler une vérité surprenante...

## Distinctions
L'association professionnelle britannique Crime Writers Association, fondée en 1953 par John Creasey, a distingué le roman de Caroline Graham en le classant, en 1990, en 80e position dans sa liste des « Les cent meilleurs romans policiers de tous les temps » (The Top 100 Crime Novels of All Time).

## Éditions
- Royaume-Uni : The Killings at Badger's Drift, Century (imprint de Random House), Londres, 1987, 264 p.,  (ISBN 0712617442).
- États-Unis : The Killings at Badger's Drift, éditions Adler & Adler, Bethesda (Maryland), 1988, 264 p.,  (ISBN 0917561414).
- France : Meurtres à Badger's Drift (traduction de Sílvia Sueli Milanezi), éditions Albin Michel, coll. « Spécial Police », Paris, 1990, 299 p.,  (ISBN 2-226-04822-7).

## Adaptation télévisée
Le roman a fait l'objet, en 1997, d'une adaptation télévisée, dans un téléfilm du même titre, réalisé par Jeremy Silberston sur un scénario d'Anthony Horowitz, avec John Nettles dans le rôle de l'inspecteur Barnaby, cet épisode constituant le « pilote » de la série Inspecteur Barnaby, dont les cinq premiers épisodes ont adapté des romans de Caroline Graham, tandis que tous les épisodes suivants (61, en 2009) sont basés sur des scénarios originaux.
L'intrigue du roman de Caroline Graham a subi quelques changements, dans le scénario écrit par Anthony Horowitz, le tout premier étant le mode opératoire du premier meurtre : Emily Simpson, dans le roman, meurt empoisonnée, tandis que, dans le téléfilm, sa nuque est brisée par un coup, la mort étant initialement imputée soit à une crise cardiaque (dans le roman), soit aux conséquences d'une mauvaise chute (dans le téléfilm).